# Nikotynowa terapia zastępcza
Nikotynowa terapia zastępcza – metoda leczenia farmakologicznego z uzależnienia od nikotyny, polegającą na podawaniu jej w określonych, zmniejszających się dawkach, dodatkowo pozbawionych innych, szkodliwych substancji chemicznych. Nikotyna przyjmowana jest w formie np. gum do żucia lub plastrów. Celem procedury jest łagodzenie objawów głodu nikotynowego.